# Sophia Thomalla
Pour les articles homonymes, voir Thomalla.
Sophia Thomalla, née le 6 octobre 1989 à Berlin-Est, est une actrice et mannequin allemande.

## Biographie
Sophia Thomalla est la fille unique de l'acteur André Vetters et de l'actrice allemande Simone Thomalla.

## Style et image
Sophia Thomalla a un style très glamour et rock. Elle possède une multitude de tatouages. Elle a pour projet de se faire tatouer d'autres motifs de célébrités sur son corps,.

## Vie privée
Sophia Thomalla a été en couple pendant cinq ans avec le chanteur du groupe de métal industriel allemand Rammstein, Till Lindemann, de 26 ans son ainé. Ils se sont séparés en 2015.
De 2016 à 2017, elle a été l'épouse du chanteur d'heavy metal norvégien, Andy LaPlegua, de 14 ans son ainé. De 2017 à 2019, elle a été en couple avec le chanteur britannique Gavin Rossdale, de 24 ans son aîné, puis en couple avec le footballeur allemand Loris Karius, de 4 ans son cadet,. La séparation est connue en juin 2021. En octobre 2021, sa relation avec Alexander Zverev est rendue publique.

## Filmographie

### Cinéma
- 2010 : Hanni et Nanni de Christine Hartmann (de) : Silke
- 2015 : Da muss Mann durch (de) de Marc Rothemund : Audrey

### Télévision
- 2006-2009 : Commissario Laurenti : Livia Laurenti (5 épisodes)
- 2008 : Charly la malice (de) (Unser Charly) : Helena Schön (1 épisode)
- 2008 : Eine wie Keine (de) : Chris Putzer (3 épisodes)
- 2011 :  Countdown : Carmen Fiedler (1 épisode)
- 2011 : Mick Brisgau : Sonia von Baranki (1 épisode)
- 2010-2013 : Der Bergdoktor (de) : Nicole Schneider (44 épisodes)
- 2013 : Alerte Cobra : Elena Kovic (1 épisode)

## Émissions télévisées et participation
- En 2010, elle remporte le concours de danse avec le danseur allemand Massimo Sinató lors de la troisième saison de l'émission Let's Dance (l'équivalent allemand de Danse avec les stars) diffusée sur RTL Television[11].